# Penembang
Penembang is een bestuurslaag in het regentschap Bengkulu Tengah van de provincie Bengkulu, Indonesië. Penembang telt 647 inwoners (volkstelling 2010).